# Echipa națională de fotbal feminin a Albaniei
Echipa națională de fotbal feminin a Albaniei reprezintă Albania în competițiile de fotbal feminin.
Primul ei meci internațional a fost împotriva Macedonia pe 5 mai 2011, la Pogradec. Golul victoriei cu 1-0 a fost marcat de Aurora Seranaj.
Pe 11 noiembrie, Albania a câștigat din nou în fața Macedoniei, însă de această dată scorul final a fost 4-1.